# دستگاه بخور بیهوشی

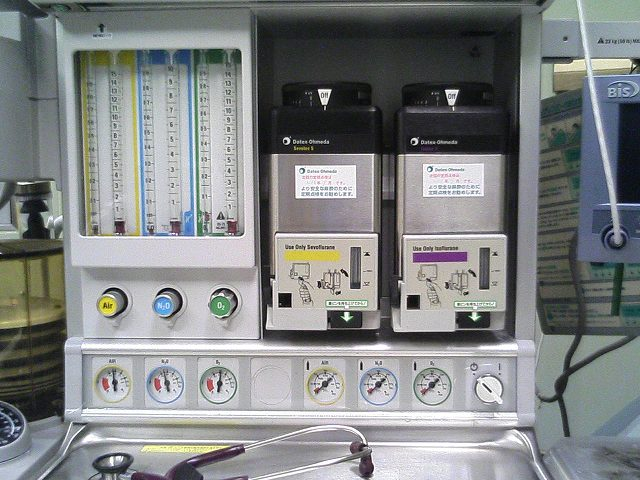
ماشین بیهوشی، نشان دهنده سووفلوران (زرد) و ایزوفلوران (بنفش) بخارسازها در سمت راست

دستگاه بخور بیهوشی یک قطعهٔ ضروری از تجهیزات بیهوشی است. این دستگاه عموماً به ماشین بیهوشی متصل است و غلظت معینی از یک عامل بیهوش کننده فرار را ارائه می‌دهد. این کار با کنترل تبخیر داروی بیهوشی از مایع و سپس کنترل دقیق غلظت اضافه شده به جریان گاز تازه‌کار می‌کند. طراحی این دستگاه‌ها موارد مختلفی را در نظر می‌گیرد: دمای محیط، جریان گاز تازه و فشار بخار عامل بیهوشی.